# Gaspard Auguste Brullé
Gaspard Auguste Brullé (París, Francia, 7 de abril de 1809 – Dijon, Francia, 21 de enero de 1873) fue un entomólogo francés.
Apasionado por los insectos desde una edad temprana y a través de la intervención de Georges Cuvier, participó en la expedición de Morea organizada por Jean Baptiste Bory de Saint-Vincent en 1829.
En 1832, participó en la fundación de la Société entomologique de France. Al año siguiente se convirtió en un ayudante-naturalista (naturalista asistente) para Jean Victoire Audouin a cargo de Crustacea, Arachnida e insectos.
Brullé estudió y obtuvo un bachillerato en ciencias a continuación, en "lettres", antes de la clasificación en 1839 como Doctor en Ciencias Naturales. Su tesis, publicada en 1837, fue Sur le gisement des insectes fossiles et sur les services que l'étude de ces animaux peut fournir à la géologie. Se convirtió en el profesor de Zoología y Anatomía comparada en la Universidad de Dijon.
Propuso una nueva clasificación de Neuroptera la cual fue completada por Wilhelm Ferdinand Erichson. También escribió la introducción y partes del texto de Histoire naturelle des insectes coléoptères (publicado en 1840) con Francis de Laporte de Castelnau.

## Abreviatura (zoología)
La abreviatura Brulle  se emplea para indicar a Gaspard Auguste Brullé como autoridad en la descripción y taxonomía en zoología.